# Théorème de Cartan-Hadamard
En géométrie riemannienne, le théorème de Cartan-Hadamard décrit la structure différentielle sous-jacente à une variété complète à courbure négative. Sur ce résultat s'appuie une riche étude du domaine de la courbure négative ou strictement négative. Il est d'usage de donner le nom de « Cartan-Hadamard » ou de « Hadamard-Cartan » à ce résultat, cependant il a été prouvé pour la première fois en 1881 par Hans von Mangoldt dans le cadre des surfaces, puis d'autres démonstrations dans un cadre plus développé ont été apportées par Jacques Hadamard, et enfin Élie Cartan en a donné l'énoncé général dans le cadre riemannien.

## Énoncé
L'énoncé utilise les notions de base de la topologie et de la géométrie riemannienne. Le théorème portera sur une variété complète au sens topologique ; mais il convient de rappeler que par le théorème de Hopf-Rinow, cela garantit que les géodésiques peuvent être prolongées indéfiniment et que l'application exponentielle en un point m est définie sur tout l'espace tangent en m.
Théorème (von Mangoldt-Hadamard-Cartan, 1881-1928) — Si une variété riemannienne M complète a une courbure sectionnelle toujours négative, alors pour chaque point m, l'application exponentielle de base m constitue un revêtement. En tant que variété, M est donc un quotient de l'espace euclidien par un groupe discret.
Dans le cas où M est simplement connexe, il est difféomorphe à l'espace euclidien et deux points peuvent être joints par une unique géodésique.

## Principe de la preuve
L'idée centrale est de considérer l'équation d'évolution {\displaystyle J''+R(J,c')c'=0} d'un champ de Jacobi J le long d'une géodésique c donnée. On en déduit la variation du carré N de sa norme, qui fait apparaître la courbure sectionnelle
{\displaystyle N'={\frac {\mathop {d} }{\mathop {d} t}}{\bigl (}g(J,J){\bigr )}=2g(J',J')+2g(J'',J)=2g(J',J')-2g{\bigl (}R(c',J)c',J{\bigr )}\geq 0}
Ainsi cette fonction N est convexe. Si J est nulle à l'origine, N et sa dérivée le sont également et J est constamment nulle. Aucun point de la géodésique ne peut donc avoir de conjugué, et l'application {\displaystyle \exp _{m}} constitue un difféomorphisme local.
On utilise alors ce difféomorphisme local pour ramener la métrique sur l'espace tangent {\displaystyle T_{m}M}, ce qui en fait une isométrie locale. L'espace tangent admet les rayons issus de l'origine pour géodésiques. Cela montre qu'il est lui-même complet et qu'il constitue en fait un revêtement riemannien de M,.

## Commentaires
Ce théorème est le premier résultat substantiel dans l'étude des variétés à courbure négative dont il donne une description topologique globale. La situation la plus simple est celle des variétés simplement connexes : une variété complète, simplement connexe, à courbure sectionnelle négative, est appelée variété de Hadamard ou de Cartan-Hadamard. Une telle variété est difféomorphe à l'espace {\displaystyle \mathbb {R} ^{n}} et sa géométrie a de nombreux parallèles avec celle de l'espace euclidien, comme la possibilité de définir des points à l'infini.
Pour les autres variétés à courbure négative, leur revêtement universel est une variété de Hadamard et il reste essentiellement à s'intéresser au groupe fondamental.
Le théorème de Cartan-Hadamard peut être mis en perspective en l'opposant à des résultats correspondants en courbure positive, particulièrement le théorème de Bonnet-Schoenberg-Myers. Ce dernier montre, en termes imagés, que certaines hypothèses de la courbure de positivité induisent des propriétés de refermement global des géodésiques.